# JL
Лекавичус Юстинас (лит. Lekavičius Justinas; род. 29 сентября 1999), более известный под ником «jL», — литовский киберспортсмен, игрок в Counter-Strike: Global Offensive и Counter-Strike 2, выступающий за организацию Natus Vincere.

## Карьера
Изначально jL выступал за различные литовские миксы, с которым не достигал каких-то больших успехов. Первой серьёзной командой для него стала испанская организация MAD Lions, которая подписала его 23 декабря 2021 года. В октябре этого же года команда на какой-то момент смогла уверенно закрепиться в топ-30 команд по версии HLTV, однако уже в январе команда вылетела за пределы 30 сильнейших команд мира. После таких результатов организация приняла решение прекратить свою деятельность в Counter-Strike. Несмотря на это игроки продолжили выступать на профессиональной сцене, но уже без организации. Именно в этот период Лукавичус выиграл свой первый крупный турнир REPUBLEAGUE Season 3, на котором в финале ростер обыграл команду Fnatic и заработал 75 тысяч долларов США на коллектив.
7 августа 2022 года игрока подписала норвежская организация Apeks. Сам же игрок после подписания заявил, что рад присоединиться к коллективу и считает этот состав достаточно привлекательным на бумаге. На своем первом же мажоре во Франции команда заняла 3-4 место, а сам jL закончил тот турнир с рейтингом 1.01 за 18 сыгранных карт.
30 июня 2023 года украинская организация Natus Vincere представила свой новый состав, в который вошел jL. Вместе с ним в состав тогда попали Aleksib и iM. Из-за того, что двое последних не знают русского языка, команде пришлось перейти на английский, хотя jL хорошо знает и говорит по-русски. После подписания нового состава «рожденные побеждать» уверенно закрепились в топ-10 рейтинга HLTV. Первой крупной победой стала победа на турнире PGL CS2 Major Copenhagen 2024. На том турнире команда даже не рассматривалась аналитиками как потенциальный победитель и была «темной лошадкой». Несмотря на то, что в команде не было одного из лучших игроков s1mple, команда сумела в финале обыграть FaZe Clan, а jL, по итогам турнира, получил медаль MVP. Портал HLTV отметил, что Лекавичус был на голову выше своих товарищей по команде. Тот турнир он закончил с рейтингом 1.22, что является седьмым результатом на том турнире.

## Достижения на крупных турнирах
| Год  | Место | Турнир                            | Команда       | Место проведения | Приз (доллары США) | Награда |
| ---- | ----- | --------------------------------- | ------------- | ---------------- | ------------------ | ------- |
| 2021 | 3     | DreamHack Open November 2021      | MAD Lions     | Онлайн           | 10 000             | —       |
| 2022 | 1     | REPUBLEAGUE Season 3              | ex-MAD Lions  | Онлайн           | 75 000             | —       |
| 2023 | 3     | Blast Paris Major 2023            | Apeks         | Париж            | 80 000             | —       |
| 2023 | 2     | ESL Pro League Season 18          | Natus Vincere | Сент-Джулианс    | 90 000             | —       |
| 2023 | 3     | BLAST Premier: World Final 2023   | Natus Vincere | Абу-Даби         | 85 000             | —       |
| 2024 | 1     | PGL CS2 Major Copenhagen 2024     | Natus Vincere | Копенгаген       | 500 000            | MVP     |
| 2024 | 2     | BLAST Premier: Spring Final 2024  | Natus Vincere | Лондон           | 85 000             | EVP     |
| 2024 | 1     | Esports World Cup 2024            | Natus Vincere | Эр-Рияд          | 400 000            | EVP     |
| 2024 | 2     | IEM Cologne 2024                  | Natus Vincere | Кёльн            | 180 000            | EVP     |
| 2024 | 1     | ESL Pro League Season 20          | Natus Vincere | Мальта           | 170 000            | MVP     |
| 2024 | 2     | BLAST Premier: Fall Final 2024    | Natus Vincere | Копенгаген       | 85 000             | —       |
| 2024 | 1     | IEM Rio 2024                      | Natus Vincere | Рио-де-Жанейро   | 100 000            | EVP     |
| 2024 | 9—11  | Perfect World Shanghai Major 2024 | Natus Vincere | Шанхай           | 20 000             | —       |

*MVP — Most Valuable Player (в переводе с англ. — «Самый ценный игрок»), EVP — Exceptionally Valuable Player (в переводе с англ. — «Исключительно ценный игрок»)

### Рейтинг HLTV
| Год  | Место | Прим  |
| ---- | ----- | ----- |
| 2024 | 5     | [ 9 ] |